# Austrotepuibasis alvarengai
Austrotepuibasis alvarengai là loài chuồn chuồn trong họ Coenagrionidae. Loài này được Machado & Lencioni mô tả khoa học đầu tiên năm 2011.